# Pseudohowella
Pseudohowella is een geslacht van straalvinnige vissen uit de familie van zaagbaarzen (Howellidae).

## Soort
- Pseudohowella intermedia Fedoryako, 1976